# Элаидиновая кислота
Элаидиновая кислота (транс-9-октадеценовая кислота) СН3(СН2)7СН=СН(СН2)7СООН — мононенасыщенная жирная кислота. Является транс-изомером широко распространённого в природе остатка — олеиновой кислоты. Элаидиновая кислота редко встречается в природе, но является одной из основных жирных кислот в саломасах, полученных гидрогенизацией. Относится к Омега-9-ненасыщенным жирным кислотам. В отличие от омега-3 жирных кислот и омега-6 жирных кислот, омега-9 жирные кислоты не являются незаменимыми жирными кислотами, потому что они могут быть синтезированы организмом человека из ненасыщенных жиров.

## Физические свойства
Элаидиновая кислота кристаллизуется в виде белых пластинок, имеет температуру плавления 44 °C, перегоняется без разложения при 234 °C при давлении 15 Торр (2 кПа, 0,02 атм). Растворима с спирте, менее — в эфире, нерастворима в воде. По физическим свойствам элаидиновая кислота более похожа на насыщенные жирные кислоты (стеариновая кислота), чем на свой изомер. Это обусловлено пространственным строением длинной углеводородной цепи, схожим с нормальным углеродным скелетом.